# Champaubert
Champaubert – miejscowość i gmina we Francji, w regionie Grand Est, w departamencie Marna.
Według danych na rok 2015 gminę zamieszkiwało 135 osób, a gęstość zaludnienia wynosiła 10.588 osób/km².